# Легчайшая суперсимметричная частица
Легчайшая суперсимметричная частица (LSP) — в физике элементарных частиц — общее название, данное самым лёгким из дополнительных гипотетических частиц, найденных в суперсимметричных моделях. В моделях с сохранением R-чётности LSP устойчива. Проводится обширное наблюдение за дополнительной составляющей материи во Вселенной, именуемой тёмной материей. LSP суперсимметричных моделей является слабо взаимодействующей массивной частицей (WIMP).

## Космологические ограничения на LSP
LSP вряд ли является вино, заряженным хиггсино, слептоном, снейтрино, глюино, скварком или гравитино, но, скорее всего, представляет собой смесь нейтральных хиггcино, бино и нейтральных вино, то есть нейтралино. В частности, если бы LSP были заряжены (и в изобилии в нашей Галактике), такие частицы были бы захвачены магнитным полем Земли и образовали бы тяжёлые водородоподобные атомы. Поиски аномального водорода в природной воде, однако, не имели никаких доказательств для таких частиц и, таким образом, затрудняли существование заряженной LSP.

## Легчайшая суперсимметричная частица как кандидат на тёмную материю
Частицы тёмной материи должны быть электрически нейтральными; иначе они рассеивали бы свет и, таким образом, не были бы «тёмными». Они также должны быть почти бесцветными. С этими ограничениями LSP может быть самым легким нейтралино, гравитино или самым лёгким снейтрино.
- Снейтриновая тёмная материя исключается из минимальной суперсимметричной стандартной модели[англ.] (МССМ) из-за текущих пределов поперечного сечения взаимодействия частиц тёмной материи с обычным веществом, измеренных с помощью экспериментов с прямым детектированием, — sneutrino взаимодействует через обмен Z-бозоном и будет обнаружен к настоящему времени, если он составляет тёмную материю. Расширенные модели с правыми или стерильными снутрино вновь открывают возможность появления темноты материи снутрино, уменьшая сечение взаимодействия[7].

- Нейтралиновая тёмная материя — благоприятная возможность. В большинстве моделей легчайший нейтралино — это в основном бино (суперпартнер гиперзаряженного калибровочного бозонного поля B), с некоторой примесью нейтрального вино (суперпартнер слабого изоспина бозонного поля W0) и / или нейтрального хиггсино.

- Гравитиновая тёмная материя является возможной в суперсимметричных моделях, в которых масштаб нарушения суперсимметрии низкий, около 100 ТэВ. В таких моделях гравитино очень лёгкое, порядка 1 эВ. Как тёмную материю, гравитино иногда называют супер-WIMPом, потому что его сила взаимодействия намного слабее, чем у других суперсимметричных кандидатов тёмной материи. По той же причине его прямое тепловое производство в ранней Вселенной слишком малоэффективно, чтобы объяснить наблюдаемое содержание тёмной материи. Скорее всего, гравитино должен был бы быть получен за счёт распада следующего поколения легчайшей суперсимметричной частицы (NLSP).

В сверхмерных теориях имеются аналогичные частицы, называемые LKP или легчайшие частицы Калуцы-Кляйна. Они являются стабильными частицами сверхмерной теории.